# Dryopteris angustipalea
Dryopteris angustipalea är en träjonväxtart som beskrevs av Darnaedi. Dryopteris angustipalea ingår i släktet Dryopteris och familjen Dryopteridaceae. Inga underarter finns listade.